# Frans Albert Anderson
Frans Albert Anderson (i riksdagen kallad Anderson i Stockholm), född 16 november 1831 i Askeryds församling, Jönköpings län, död 23 mars 1923 i Stockholm, var en svensk politiker och generaldirektör för Statskontoret. Han var ledamot av första kammaren 1878-1911.
Frans Albert Andersson föddes i Askeryds socken, Norra Vedbo härad som son till organisten Per Daniel Andersson och Mariana Åkerström.

## Biografi
Andersson blev student vid Uppsala universitet 1851, och avlade kameralexamen 1855, blev 1867 kamrerare i kammarkollegium och 1873 kammarråd. 1885–1902 var han generaldirektör och chef för statskontoret. 1879–1904 var han även fullmäktig och 1893–1904 ordförande i riksgäldskontoret.
Andersson avgav 1874 i anslutning till förslaget om ny arméorganisation på upprag av Kunglig Majestät ett betydelsefullt betänkande om rustnings och roteringsbesvärens samt grundskatternas tillkomst, varpå lantmannapartiet sedermera i väsentlig mån stödde sina anspråk på grundskatternas avskriving, och som närmast föranledde, att Andersson av det lantmannapartistiska landstinget i Jönköpings läns valkrets invaldes i riksdagens första kammare 1877. Här rönte han förtroendet att inväljas i 1879 års bevillningsutskott samt 1879 och 1883 års särskilda utskott för behandling av försvars- och skattefrågorna. Han ställning som frihandlare vållade, att han 1886 föll igenom i sin gamla valkorporation, men han invaldes i stället i kammaren av Västernorrlands läns valkrets, som även 1895 förnyade hans mandat. Han hade även vid urtima riksdagen 1892 plats i det särskilda försvarsutskottet och förespråkade vid den tiden ett på grundvalen av allmän värnplikt byggt härordningssystem. I övrigt tillhörde Andersson den moderata gruppen i kammaren.
Anderson togs även i anspråk för arbete i åtskilliga kommittéer, såsom Förberedande skattejämkningskommittén (1875–1876), pensionskommittén (1899) med flera kommittéer.
Andersson var från 1866 gift Agnes Eugenie Eneberg.

## Utmärkelser
- Kommendör med stora korset av Nordstjärneorden, 1 december 1890.[1]